# Arne Hoffmann
Arne Hoffmann (* 12. Mai 1969 in Wiesbaden) ist ein deutscher Journalist, Buchautor, Blogger und Männerrechtsaktivist, der sich als Vertreter des deutschen Maskulismus bezeichnet.

## Studium
Hoffmann studierte Literatur- und Medienwissenschaft in Mainz.
1996 erschien seine Magisterarbeit Political Correctness. Zwischen Sprachzensur und Minderheitenschutz, die sich mit dem Phänomen Political Correctness befasst. Laut Hoffmann entsteht Political Correctness in demokratischen Staatswesen in der Zivilgesellschaft, wohingegen sie in totalitären Regimen staatlich verordnet wird. Hoffmann plädiert dabei für eine strikte Trennung des nordamerikanischen Begriffs der political correctness vom Begriff der deutschen politischen Korrektheit, den die Gegner der politischen Korrektheit als politischen Kampfbegriff verwenden. Er kommt zu dem Schluss, die Vorwürfe von Zensur, Demagogie und „linker Missionierung“ entbehrten in Deutschland jeglicher Grundlage.
Jens Kapitzky bezeichnete das Buch 2000 als „die einzig ermittelbare Buchpublikation zu deutschen Formen Politischer Korrektheit“. Sabine Wierlemann bezeichnete die Arbeit dagegen als fragmentarisch und bemängelte, dass wichtige Bereiche der feministischen Sprachkritik ausgeklammert würden.

## Wirken
Ab 1997 veröffentlichte Hoffmann Bücher aus dem Bereich des BDSM, bis 2001 unter den Pseudonymen Sabrina Schneider und Cagliostro. Hoffmann publizierte mehrere Ratgeber zu verschiedenen Sexualpraktiken.
2001 veröffentlichte er das Buch Sind Frauen bessere Menschen? Im Focus wurden seine Thesen zur Situation von Männern von Michael Klonovsky aufgegriffen und auch im Darmstädter Echo positiv rezensiert. Ein Teilabdruck seines 2005 im rechtsextremen Verlag Edition Antaios veröffentlichten Buches Warum Hohmann geht und Friedman bleibt: Antisemitismusdebatten in Deutschland von Möllemann bis Walser erschien zusammen mit einem Interview Hoffmanns in der Jungen Freiheit. Im Jahr 2006 erschien das Buch Unberührt. Darin beschreibt Hoffmann die Probleme von Menschen ohne sexuelle und Partnerschafts-Erfahrung. 2007 veröffentlichte Hoffmann das Buch Der Fall Eva Herman: Hexenjagd in den Medien.
Im Herbst 2020 gehörte er zu den Erstunterzeichnern des Appell für freie Debattenräume.

### Rettet unsere Söhne
In seinem 2009 erschienenen Buch Rettet unsere Söhne stellt Hoffmann die These auf, dass die Abwertung von Männern auch durch einen „institutionalisierten Feminismus“ zu einer offenen Diskriminierung von Jungen führe, die, kaum beachtet, mittlerweile die Bildungsverlierer im Schulsystem seien.
In der öffentlichen Diskussion wurde das Buch unterschiedlich rezipiert. In einer Rezension im Deutschlandradio kommentierte Susanne Mack: „Hoffmanns Appell, die Jungen vor Bildungsfrust, Computersucht und sozialem Abstieg zu bewahren, kann leider nicht abgetan werden als private Panikmache eines gekränkten Machos. Der Autor malt manchmal schwarz-weiß, keine Frage. Aber das Buch lebt von soziologischem Faktenmaterial und ist schon deshalb von erheblicher politischer Brisanz.“ Andreas Ruffing, Leiter der Kirchlichen Arbeitsstelle für Männerseelsorge und Männerarbeit in den deutschen Diözesen e. V., konstatiert, Hoffmann nenne „zweifellos wichtige Anliegen und Forderungen“, kritisiert aber Hoffmanns „pointierte Frontstellung gegen ‚den‘ Feminismus“. Die Journalistin Katrin Rönicke urteilte in Der Freitag: „Das Buch […] ist kurz zusammengefasst: Viel Halbwissen, das um eine gute Portion gefühlten Dreiviertelwissens ergänzt, zu einer ganz besonderen Melange aus guten Gedanken und absurdem Mist wurde.“ Dem Soziologen Rolf Pohl zufolge reihen sich Buchtitel Hoffmanns wie Männerbeben und Rettet unsere Söhne in ein insgesamt zunehmend aggressiveres Diskussionsklima ein. Dabei sei eine streckenweise feindselig aufgeladene Abwehr gegen Frauen und Mütter sowie ein zunehmend aggressiver Antifeminismus zu vermerken. In einem Artikel in der Zeitschrift für Erziehungswissenschaft wird Rettet unsere Söhne zu anderen populärwissenschaftlichen Schriften über die sogenannte „Jungenkrise“ gezählt, in denen „das Jungenproblem“ zu einer der bedeutendsten Herausforderungen stilisiert werde. Gemeinsam seien Hoffmann und anderen Autoren neben einer „antifeministischen Attitüde“ häufig auch „eine eklatant große Theorieferne und die äußerst selektive Rezeption empirischer Ergebnisse.“

### Journalismus
Hoffmann war bis 2014 Kolumnist des Magazins eigentümlich frei. Artikel von ihm finden sich auf den Internetplattformen FreieWelt.net, streitbar.eu und Kopp Online. Seit 2006 veröffentlichte er auch Artikel in Die Brücke, die sich als Forum für antirassistische Politik und Kultur versteht.
2011 schrieb Hoffmann in eigentümlich frei einen Artikel über den Kachelmann-Prozess wegen Vergewaltigung. Darin führte er mehrere Untersuchungen an, bei denen die Zahl der Falschbeschuldigungen zwischen 27 % und 50 % der angezeigten Vergewaltigungen gelegen habe. Die Soziologin Ilse Lenz urteilt in den Blättern für deutsche und internationale Politik, dass Hoffmann die Forschungsergebnisse falsch wiedergegeben habe. Hoffmann deute Ergebnisse um, um seinen Standpunkt, dass Falschbeschuldigungen häufig vorkommen, zu stützen. Einen selektiven Umgang mit Statistiken konstatierte auch Hinrich Rosenbrock. Es lasse sich feststellen, dass Hoffmann nur die Daten als Belege verwende, die seine Argumentation stützen.
Hoffmann betreibt seit 2004 das Blog Genderama, in dem er Veröffentlichungen zu Genderthemen aus einer Vielzahl von Publikationen aufgreift. Kritik rief hervor, dass Hoffmann dabei auch regelmäßig Artikel der Jungen Freiheit verlinkte. Sein Blog arnehoffmann.blogspot zählte Malte Conradi 2010 in der Süddeutschen Zeitung zu den besten Blogs, die sich ausführlich mit den umstrittenen Thesen von Thilo Sarrazin befassten.
Ebenfalls schrieb er regelmäßig für das Magazin Gentlemen’s Quarterly zum Thema Sex.

### Positionierung in der Männerrechtsbewegung
Arne Hoffmann gilt als Vordenker der deutschen Männerrechtsbewegung. Er ist Mitglied im Männerrechtsverein MANNdat und Gründungsmitglied von Agens e. V. Er war in der AG Männer aktiv, der männerpolitischen Initiative der Piratenpartei.
Thomas Gesterkamp führt Hoffmann als Beispiel für Akteure in der Männerrechtsbewegung an, bei denen es „immer wieder Überschneidungen und Verbindungen zu rechtsextremen Kreisen und Publikationen“ gebe. So versorge Hoffmann „die maskulinistische Seite ‚Wieviel Gleichberechtigung verträgt das Land‘ regelmäßig mit Artikeln aus der Jungen Freiheit.“
Walter Hollstein lehnte es ab, Hoffmann in Verbindung mit der politischen Rechten zu bringen.
Der Sozialpsychologe Hinrich Rosenbrock bezeichnet Arne Hoffmann in seiner Magisterarbeit als „populistische[n] Medienmacher“. Hoffmann sei sicherlich kein rechter Ideologe, wähle jedoch seine Bündnispartner für die Männerrechtsbewegung vor allem nach dem von ihm gesehenen Nutzen für diese und weniger nach deren demokratischen und ethischen Grundlagen aus. Seiner Meinung nach konzentrieren sich Hoffmanns geschlechterpolitische Aussagen „insbesondere auf angebliche Männerfeindlichkeit in den Medien, Diskriminierung von Männern, (sexuelle) Gewalt gegen Männer und Probleme in der Erziehung von Jungen sowie Antifeminismus.“ Dabei unterstelle er dem Feminismus undifferenziert Männerfeindlichkeit und sehe ihn gleichzeitig als medienbeherrschend an. Belege gebe Hoffmann laut Rosenbrock für diese Behauptung nicht an. Außerdem behauptet Rosenbrock, dass laut Hoffmann die Mehrheit der Medien in Deutschland Frauen gehöre.
Der Münchner Jugendforscher Axel Dammler zitiert Hoffmann beispielhaft als rechten Ideologen im Geschlechterkampf. Ein Interview von Hoffmann mit der rechtsgerichteten Jungen Freiheit trug den Untertitel Der Feminismus ist zur totalitären Ideologie geworden. Arne Hoffmann über Gender-Mainstreaming, in dem Hoffmann vertrat, es gehe beim Feminismus um eine „gigantische Umerziehung“ zu Lasten der Jungen, die in ihrer Ausschließlichkeit sogar „totalitäre Aspekte“ hat.
Hoffmann schätzt sich selbst als „linksliberal“ ein. Nach einer Auseinandersetzung mit Männerrechtlern wie Michail Savvakis (Der Maskulist), der den Massenmörder Anders Behring Breivik verteidigt und ihn als Opfer „politischer Korrektheit“ dargestellt hatte, verkündete Hoffmann im August 2011 seinen Rückzug aus der „männerpolitischen Internetszene“. Er wolle „nicht weiter das linksliberale Feigenblatt für ultrarechte Maskulisten“ sein und bemängelte, eine lautstarke Minderheit führe eine „destruktive Debatte mit rechtspopulistischem Hintergrund“ und versuche, die Männerrechtsbewegung auf rechtsextreme Positionen festzulegen. Das Bloggen in Genderama nahm Hoffmann Anfang 2012 wieder auf, um nach eigener Aussage „den linksliberalen Männerrechtlern eine Stimme zu verleihen“ und eine „linke“ Männerrechtsbewegung zu etablieren. Dabei versucht er den Begriff „Männerbewegung“ völlig neu zu besetzen und umzudeuten. Die Männerbewegung, die in Deutschland in den 1970er Jahren entstand, ist nach seiner Auffassung ein feministisches Projekt, das die Bezeichnung Männerbewegung nicht verdiene.
2004 übergab der mittlerweile verstorbene Münchner Professor Christof Kellmann namens seiner nach ihm selbst benannten Kellmann-Stiftung 2000 Euro „in Würdigung seiner bahnbrechenden sozialwissenschaftlichen, ökonomischen und juristischen Analysen auf dem Gebiet der Gleichberechtigung der Geschlechter“ als ersten (und bisher einzigen) Belfort-Bax-Preis an Hoffmann.

## Veröffentlichungen (Auswahl)
- Lexikon der feministischen Irrtümer. Politisch korrekte Vorurteile und männerfeindliche Mythen auf dem Prüfstand der Wissenschaft. 2019, ISBN 978-1676265092, Onlineausgabe.
- als Hrsg.: Gleichberechtigung beginnt zu zweit. 2019.
- Plädoyer für eine linke Männerpolitik. CreateSpace Independent Publishing Platform, 2014, ISBN 978-1-4954-3625-3.
  - Gekürzte Fassung: Not am Mann. Sexismus gegen Männer. Gütersloher Verlagshaus, Gütersloh 2014, ISBN 978-3-579-07065-0.
- Rettet unsere Söhne. Wie den Jungs die Zukunft verbaut wird und was wir dagegen tun können. Pendo, München u. a. 2009, ISBN 978-3-86612-227-7.
- Der Fall Eva Herman. Hexenjagd in den Medien (= Lichtschlag. Band 9). Lichtschlag Medien und Werbung, Grevenbroich 2007, ISBN 978-3-939562-05-4.
- Männerbeben. Das starke Geschlecht kehrt zurück (= Lichtschlag. Band 7). Lichtschlag Medien und Werbung, Grevenbroich 2007, ISBN 978-3-939562-03-0.
- Unberührt. Menschen ohne Beziehungserfahrung – Wege zu erfüllter Liebe und Sexualität. Kreuz, Stuttgart 2006, ISBN 3-7831-2705-X.
- Warum Hohmann geht und Friedman bleibt. Antisemitismusdebatten in Deutschland von Möllemann bis Walser. Edition Antaios, Schnellroda 2005, ISBN 3-935063-26-1.
- Das Lexikon der Tabubrüche. Schwarzkopf & Schwarzkopf, Berlin 2003, ISBN 3-89602-517-1.
- Sind Frauen bessere Menschen? Plädoyer für einen selbstbewussten Mann. Schwarzkopf & Schwarzkopf, Berlin 2001, ISBN 3-89602-382-9.
- Lexikon des Sadomasochismus. Der Inside-Führer zur dunklen Seite der Erotik: Praktiken und Instrumente, Personen und Institutionen, Literatur und Film, Politik und Philosophie. Lexikon-Imprint-Verlag, Berlin 2001, ISBN 3-89602-290-3.
- Political correctness. Zwischen Sprachzensur und Minderheitenschutz. Tectum-Verlag, Marburg 1996, ISBN 3-89608-117-9.